# Fromhet

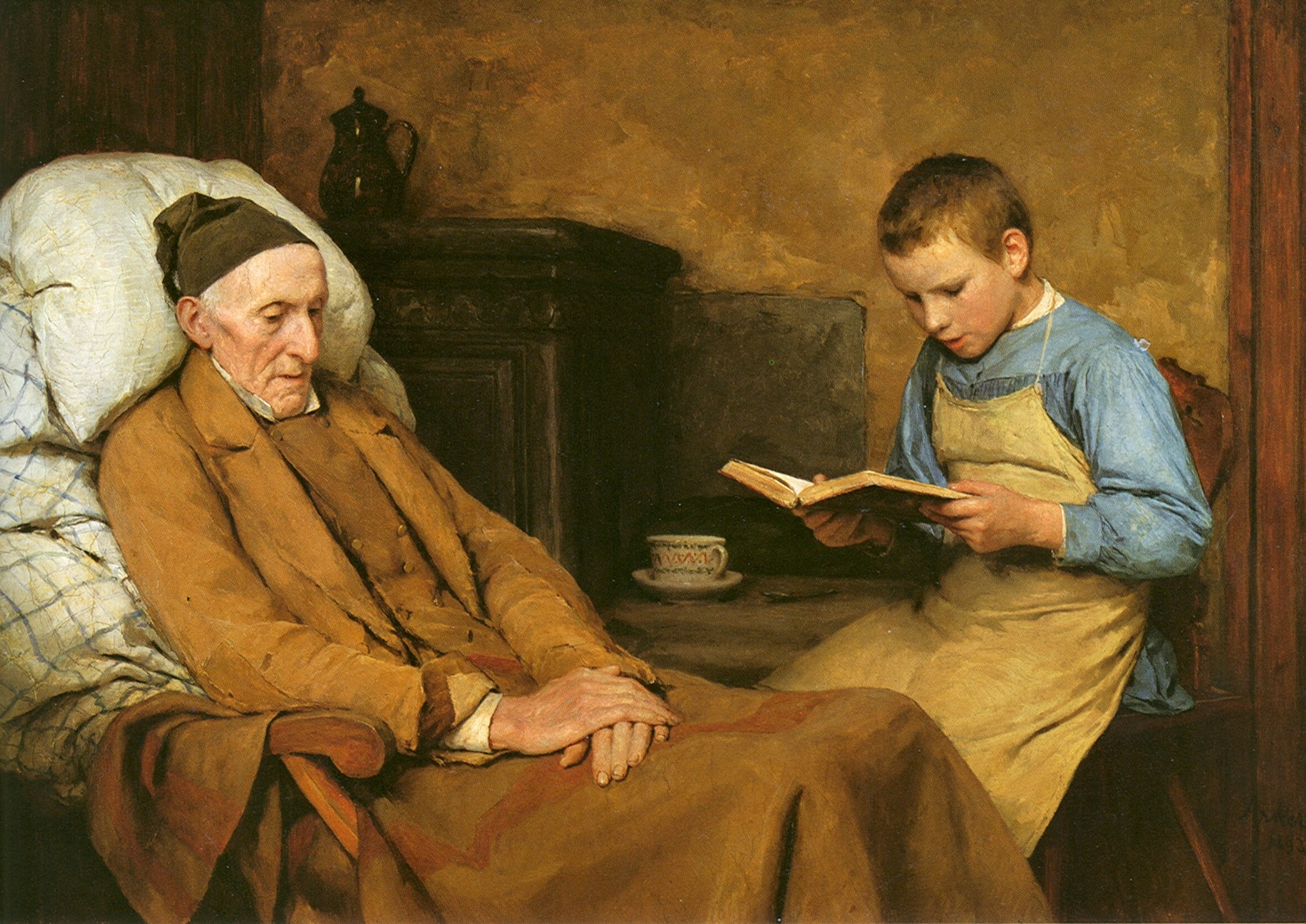
Die Andacht des Grossvaters, målning av Albert Anker 1893.

Fromhet är en livshållning präglad av religiositet och religiösa dygder såsom ödmjukhet och stillsamhet – ett innerligt personligt förhållande till Gud eller sin gudsupplevelse. Fromhet jämställs ofta med stillsam allvarlig religiositet, man kan också avse ett stillsamt sinnelag utan religiösa förtecken.
Fromhetsideal är värderingar och idealism i gott syfte, men som ofta slår över i fariseism och lagiskhet. 
Svensk väckelsefromhet karaktäriseras inte enbart av bibliska dygder, utan även avhållsamhet från sådant som utgjorde beroendeproblematik och frestelser för många människor när 1800-talets väckelserörelser drog fram, till exempel alkohol, tobak, spel om pengar, dans, etcetera. 
Av hänsyn till nyomvända ville man tillhandahålla en helnykter miljö utan världens nöjen, så att omvända människor kunde lämna sitt gamla liv "i synd", till exempel beroendeproblematik. Man uppmanade dem ibland att bryta med gamla sociala kontaktnät. Man ville inte "mata" själen med svordomar och värderingar i icke-kristen kultur såsom biograffilmer, musik, teater, skönlitteratur och annan kultur. 
I synnerhet hade man sträng syn på parförhållanden – hur och när ogifta kvinnor och män umgicks på tu man hand. Dessa levnadsregler predikades inte alltid högt, eftersom man inte ville upprätta en "syndakatalog", utan de var ofta oskrivna regler som nya medlemmar i personliga samtal förmanades att efterfölja. Den som bröt mot fromhetsidealen på ett alltför uppenbart sätt, till exempel blev gravid utan att vara gift, uteslöts ofta som medlem ur den frikyrkliga organisationen, men kunde då gå över till en annan frikyrka. Än idag präglar fromhetsidealen frikyrkorna, men i synnerhet i storstäder och bland yngre frikyrkliga är det vanligt att man dricker vin, lever i samboförhållanden (åtminstone innan man fått barn), etc.

## Källhänvisningar
1. 1 2  ”Fromhet”. Svenska Akademins Ordlista (SAOL). https://svenska.se/tre/?sok=fromhet&pz=1. Läst 26 september 2019.